# Cantalejo
Cantalejo is een gemeente in de Spaanse provincie Segovia in de regio Castilië en León met een oppervlakte van 79,43 km². Cantalejo telt 3.628 inwoners (1 januari 2016).

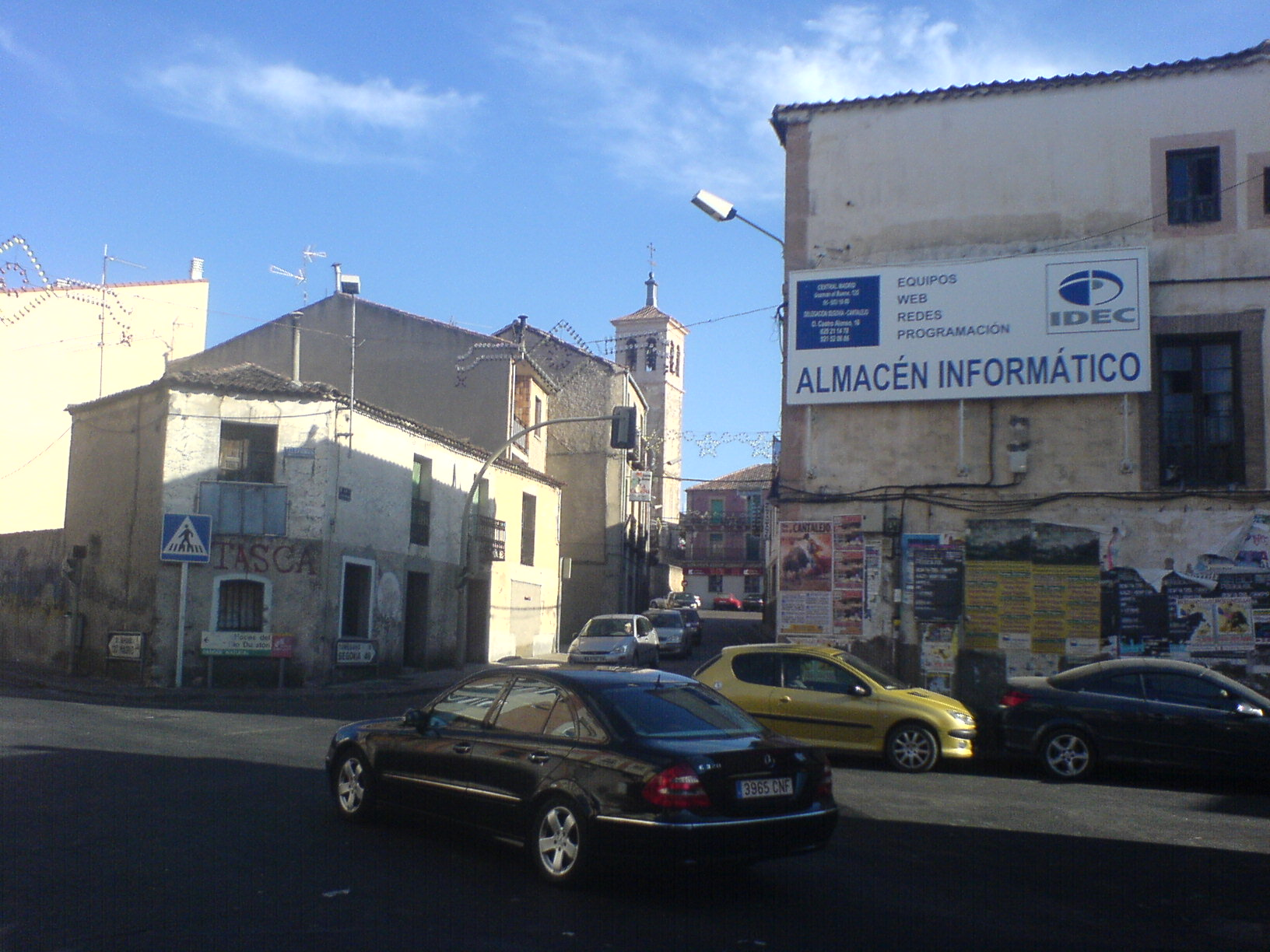
Cantalejo
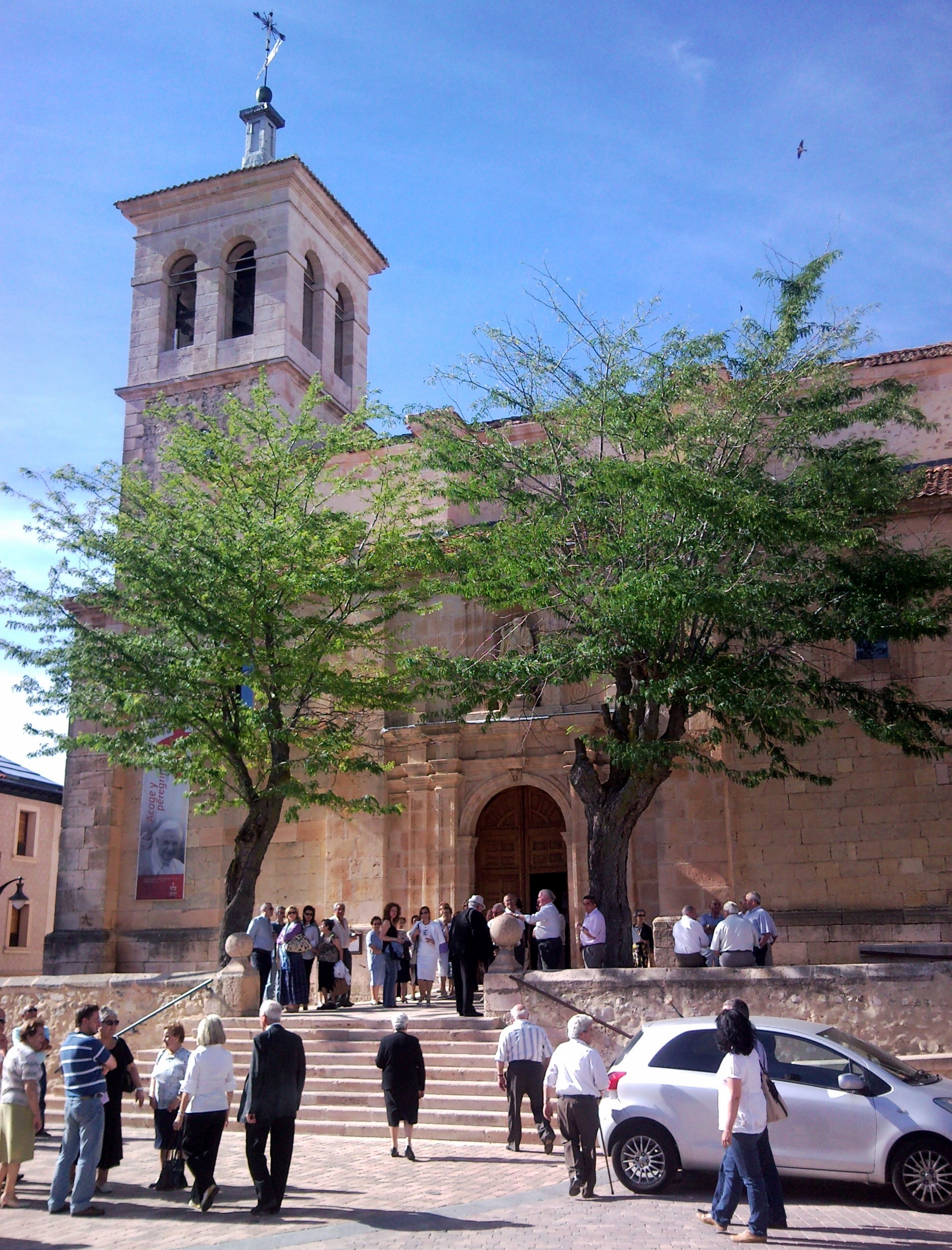
Kerk van Cantalejo